# Quicksilver
Quicksilver, het alter ego van Pietro (Peter in de X-Men films) Maximoff, is een fictieve superheld/superschurk uit de strips van Marvel Comics, die vooral voorkomt in strips van de X-Men en de Avengers. Hij werd bedacht door Stan Lee en Jack Kirby, en verscheen voor het eerst in Uncanny |X-Men #4 (Maart 1964). Hij is de zoon van Magneto, tweelingbroer van Scarlet Witch, en halfbroer van Polaris.
Quicksilver is een mutant. Oorspronkelijk beschikte hij over de gave om met bovenmenselijke snelheid te bewegen, nadenken en handelen, wat hem tot Marvel’s tegenhanger van DC Comics’ Flash maakte. Voor hem lijkt het alsof de wereld in slow motion beweegt, wat zijn ongeduldige karakter en arrogante houding verklaart.

## Biografie

### Geboorte
Voordat Quicksilver en Scarlet Witch werden geboren kregen hun ouders, Magneto en Magda, een dochter genaamd Anya. Zij kwam om bij een brand omdat Magneto door toedoen van een groep dorpelingen haar niet kon redden. Uit woedde vermoordde Magneto met zijn krachten de dorpelingen. Magda vluchtte uit angst voor hem weg, niet wetende dat ze inmiddels weer zwanger van hem was. Ze baarde een tweeling in Wundagore, het rijk van de High Evolutionary, met behulp van Bova de vroedvrouw.
Kort na de geboorte van Quicksilver en Scarlet Witch stierf Magda, uit verdriet en schaamte deed Magneto zich voor als hemelse weldoener aan een zigeunerpaar en schonk ze de tweeling, opdat de twee door de zigeuner Django Maximoff en zijn vrouw zou kunnen worden opgevoed.

### De Brotherhood
Jaren later ontdekten Quicksilver en Scarlet Witch dat ze mutanten waren. Quicksilver beschikte over bovenmenselijke snelheid. De twee werden vanwege hun krachten gevreesd door de mensen om hen heen, en werden daarom al snel het doelwit van een woedende menigte. Ze werden gered door hun vader, die inmiddels de superschurk Magneto was. Echter noch Magneto, noch Quicksilver en Scarlet Witch wisten dat ze familie van elkaar waren. Magneto rekruteerde de twee in zijn Brotherhood of Mutants.
Bij de Brotherhood vocht Quicksilver vaak tegen de X-Men. Zowel hij als Scarlet Witch waren bij deze gevechten nogal terughoudend, en deden enkel met de Brotherhood mee omdat ze vonden dat ze bij Magneto in het krijt stonden voor het redden van hun leven. Toen Magneto en zijn helper Toad werden ontvoerd door de alien Stranger, viel de Brotherhood uit elkaar en verklaarden Quicksilver en Scarlet Witch dat aan hun schuld tegenover Magneto hadden voldaan.

### Superheldenteams
Niet lang daarna werden Quicksilver en Scarlet Witch gerekruteerd door Iron Man als leden van de Avengers. Alle originele leden wilden er namelijk mee ophouden, wat Iron Man dwong om een nieuw team te organiseren, wat bijna geheel uit voormalige superschurken bestond. Hoewel de andere originele leden snel weer terugkeerden, bleven Quicksilver en Scarlet Witch twee van de langstblijvende leden.
Tijdens zijn periode bij de Avengers werd Quicksilver verliefd op Cyrstal, een lid van de koninklijke familie van een verborgen ras genaamd de Inhumans. Ze trouwden uiteindelijk en kregen een dochter, Luna. Daarmee werd Quicksilver een van de weinige superhelden met een gezin. Na de geboorte van Luna onthulde Magneto aan Quicksilver en Scarlet Witch dat hij recentelijk had ontdekt dat hij hun vader is. Ze wilden echter niets met hem te maken hebben vanwege zijn oude wandaden, totdat hij later zijn leven beterde.
Veel later sloot Quicksilver zich aan bij het door de overheid gesponsorde superheldenteam X-Factor. Nadat zijn relatie met Crystal stukliep, verliet hij dit team.
Toen de Avengers, inclusief Crystal, schijnbaar overleden in het gevecht met het psychische wezen Onslaught nam Quicksilver Luna mee naar de High Evolutionary en sloot zich aan bij zijn team, de Knights of Wundagore. Hij hielp hen in hun gevecht tegen onder andere Exodus en de Acolytes. Later bleek dat de Avengers nog leefden, en nam Crystal Luna mee naar haar oorspronkelijke thuis bij de Inhumans.
Na de Acolytes te hebben verslagen, sloot Quicksilver zich weer aan bij de Avengers.

### House of M
In het verhaal getiteld House of M onderging Scarlet Witch een mentale inzinking na het verlies van haar kinderen, en begon met haar krachten de realiteit te veranderen. Dit eindigde pas nadat Dr. Strange haar in een coma bracht. Magneto vroeg Professor X om zijn dochter te helpen, maar hij slaagde hier niet in. Quicksilver ving een gesprek op van de Avengers over wat ze met Scarlet Witch aan moesten, en hoorde dat sommige leden als enige oplossing zagen haar te doden. Hij vertelde dit aan Magneto, maar die zag ook geen andere oplossing.
Vervolgens overtuigde Quicksilver zijn zus om met haar krachten de wereld te veranderen in de voor mutanten perfecte leefomgeving. Daarop schiep zij de House of M wereld, waarin Mutanten de meerderheid vormden met Magneto als hun leider. De mutant Layla Miller gebruikte echter haar krachten om de geheugens van enkele mutanten te herstellen zodat ze beseften dat dit niet de echte wereld was. Ook Magneto’s geheugen werd hersteld. Woedend over het feit dat Quicksilver Scarlet Witch tot dit alles had aangezet, vermoordde Magneto Quicksilver met een Sentinel. Scarlet Witch bracht hem echter weer tot leven en confronteerde Magneto met het feit wat voor vreselijke man hij eigenlijk was. Vervolgens veranderde ze de wereld terug naar wat hij hoorde te zijn, en liet 98% van alle mutanten in de wereld hun krachten verliezen.

### Tijdelijke nieuwe Krachten
Ook Quicksilver verloor zijn krachten, en raakte als gevolg daarvan in een diepe depressie. Na een gevecht met Spider-Man werd hij door Crystal naar de Inhumans gebracht voor medische behandeling. Hij vroeg Black Bolt of hij de behandeling met de zogenaamde Terrigen Mist van de Inhumans mocht ondergaan, aangezien hij er niet tegen kon als mens te moeten leven. Dit werd hem geweigerd.
Quicksilver drong hierop binnen in de Terrigen grotten en onderging de behandeling alsnog. Hij keerde later terug naar zijn kamer met de gedachte dat de behandeling geen effect op hem had, maar werd daar begroet door een oudere versie van zichzelf. Het bleek dat de behandeling wel invloed had, maar anders dan Quicksilver verwachtte. Hij kon nu door de tijd reizen.
Samen met zijn oudere zelf maakte hij het plan om de Terrigen Kristallen naar de Aarde te brengen en de mutanten hun krachten terug te geven via de mist. Hij nam ook zijn dochter Luna mee naar de Aarde en gaf haar met de kristallen de gave om zielen en emoties van mensen te zien. Hij gaf ook Callisto haar krachten terug en vroeg haar om de andere voormalige mutanten op te sporen voor een behandeling. Echter: Callisto’s krachten werden door de Terrigen Mist dermate versterkt dat haar lichaam het niet aankon en ze in een coma belandde. Magneto ontdekte dit en probeerde Quicksilver te stoppen.
Uiteindelijk baadde Quicksilver weken achter elkaar in de Terrigen mist, totdat zijn lichaam de kristallen absorbeerde. Hierdoor kon hij verder dan ooit door de tijd reizen en andere mutanten op commando hun krachten teruggeven. Het maakte hem echter ook mentaal instabiel. In het verhaal X-Factor: The Quick and the Dead verliest Quicksilver ook deze krachten weer wanneer een andere mutant de kristallen uit hem verwijderd. Nadat hij een vrouw in gevaar ziet en weer een held wil zijn, keren zijn oude krachten weer terug.

## Krachten en vaardigheden
Quicksilvers oorspronkelijke mutantenkracht zijn die van supersnelheid. Zijn doorsnee reacties zijn gemiddeld 5x sneller dan die van een gewoon mens. Zijn hersenen verwerken informatie eveneens op topsnelheid, waardoor hij zelfs bij hoge snelheden nog zijn omgeving goed kan waarnemen. Quicksilver staat er zelfs om bekend de geluidsbarrière te kunnen doorbreken, en die snelheid honderden kilometers vast te kunnen houden. Hoelang hij precies kon rennen op deze snelheid is niet bekend.
Quicksilver kan gemakkelijk kogels ontwijken en cycloonachtige windvlagen creëren door razendsnel rondjes te rennen. Quicksilver kon zelfs tegen muren in een hoek van 90 graden omhoog lopen, en over water rennen.
Quicksilvers lichaam is geheel aangepast aan deze supersnelheden. Zijn hart- en vaatstelsel, en zijn ademhalingssystemen waren vele malen efficiënter dan die van normale mensen. Hij metaboliseerde ongeveer 95% van de energie uit calorieën, waar een mens slechts ongeveer 25% gebruikt.
Ook de chemische processen van Quicksilvers lichaam waren veel efficiënter waardoor zijn lichaam niet gif- en afvalstoffen, de normale bijproducten van intensief bewegen, opsloeg in de spieren. In plaats daarvan werden deze uit zijn lichaam verwijderd via ademhaling. Om deze reden hoeft Quicksilver bijna nooit uit te rusten. Zijn gewrichten zijn gladder dan bij een gewoon mens, zijn pezen hebben de kracht van staalkabels en zijn botten zijn gemaakt van een onbekend materiaal dat vele malen sterker is dan calcium.
Als bijwerking van zijn snelheid lijkt de wereld voor Quicksilver te bewegen in slow motion. Dit maakt hem doorgaans arrogant en asociaal.
Toen Quicksilver zijn oorspronkelijke krachten tijdelijk verloor als gevolg van de daden van zijn zus Scarlet Witch, onderging hij een behandeling met de Terrigen Mist om nieuwe krachten te krijgen. Hij kon toen zijn eigen atomen en moleculen zo snel te doen vibreren dat hij door de tijd kon reizen. Hij kan gemakkelijk 1 uur tot enkele weken de toekomst in reizen, en daar dan enkele uren blijven totdat zijn lichaam uitgeput raakt en hij weer in zijn eigen tijd beland. Ook kan hij voor die tijd al op commando terugkeren. Bij zijn terugkeer verschijnt hij altijd weer op exact hetzelfde moment als dat hij vertrok, waardoor hij voor anderen nooit weg is geweest. Deze krachten eisen echter hun tol op zijn lichaam, zoals duidelijk te zien is aan Quicksilvers toekomstige zelf.
Ook leerde Quicksilver hoe hij steeds enkele seconden de toekomst in kon reizen en zo op meerdere plaatsen tegelijk kon zijn.
Na weken te zijn blootgesteld aan de gestolen Terrigen kristallen transformeerde Quicksilver zelfs nog verder. Hij kan nu grote sprongen vooruit maken in de toekomst. Maar nog belangrijker, hij kan nu andere mutanten hun krachten teruggeven.

## Ultimate Quicksilver
In het Ultimate Marvel universum is Quicksilver een lid van zijn vaders Brotherhood. Deze versie van Quicksilver lijkt lange tijd door Magneto te zijn mishandeld, wat leidde dat hij Magneto’s helm, die hem beschermt tegen telekinetische aanvallen, stal bij een aanval op Washington.
Ultimate Quicksilver lijkt ook sneller te zijn dan zijn tegenhanger uit de oude standaard strips. Hij kan ondanks dat hij nog een tiener is snelheden bereiken tot Mach 10.

## Quicksilver in andere media

### Televisieseries
Quicksilver had een grote rol in de animatieserie X-Men: Evolution. Zijn stem werd hierin gedaan door Richard Ian Cox. Hij was lid van de Brotherhood of Mutants, en nam na seizoen een de leiding op zich. Ook was Quicksilver al vanaf het begin op de hoogte van het feit dat Magneto zijn vader is.
Aan het eind van de serie vecht Quicksilver met de andere Brotherhood leden en de X-Men tegen Apocalypse en zijn ruiters. Deze versie van Quicksilver vertoont in tegenstelling tot veel andere leden uit de serie zeer veel overeenkomsten met zijn stripversie.
Quicksilver had ook een gastoptreden in enkele afleveringen van de animatieserie X-Men uit 1992. Zijn bekendste optreden was in de aflevering "Family Ties" uit het vierde seizoen, waarin hij en zijn zus Scarlet Witch ontdekken dat Magneto hun vader is.

### X-Men
Quicksilver wordt gespeeld door Evan Peters in de X-Men franchise, sinds de film X-Men: Days of Future Past. In deze film is zijn echte naam Peter, geboren in 1956. Hij helpt in 1973 Wolverine, Charles Xavier, en Hank McCoy om Magneto te bevrijden uit een gevangenis onder het Pentagon. Er wordt kort gesuggereerd dat hij mogelijk Magneto's zoon is, maar dit wordt in de film verder niet uitgewerkt. Dit wordt in de film X-Men: Apocalypse echter officieel bekendgemaakt. Hij is nu ook te zien in deze nieuwe film en hielp de X-Men tegen Apocalypse. Hij heeft ook een kleine rol in X-Men: Dark Phoenix en heeft een cameo in Deadpool 2. Hij is de tweelingbroer van Wanda Maximoff / Scarlett Witch en halfbroer van Polaris maar dat is alleen bekend in de Comics, en niet bekend gemaakt in de X-men films. Wel wordt zijn kleiner zusje gezien en wordt er nog een zus indirect genoemd. 
Deze versie van Quicksilver verschijnt onder andere in de volgende films:
- X-Men: Days of Future Past (2014)
- X-Men: Apocalypse (2016)
- Deadpool 2 (2018) (cameo)
- X-Men: Dark Phoenix (2019)

### Marvel Cinematic Universe
Sinds 2014 verscheen het personage in het Marvel Cinematic Universe en werd vertolkt door Aaron Taylor-Johnson. Pietro Maximoff, beter bekend als Quicksilver was geboren in het Oost-Europese land Sokovia en groeide op met zijn tweelingzus Wanda, beter bekend als Scarlet Witch. In een poging om hun land van geschillen te zuiveren, kwam de tweeling overeen experimenten te ondergaan met de Scepter onder supervisie van de HYDRA-leider Wolfgang von Strucker, en bereikten superkrachten als resultaat, waarbij Pietro bovenmenselijke snelheid en reflexen kreeg. Toen HYDRA viel, voegde de tweeling zich bij de robot Ultron om wraak te nemen op Tony Stark, maar wisselden uiteindelijk van kant en voegden zich bij de Avengers toen ze de ware bedoelingen van Ultron ontdekten. In een heldendaad om Hawkeye en een kind te beschermen kwam hij om het leven. 
In 2021 keerde Quicksilver deels terug als het personage Ralph Bohner die zich, door middel van de krachten van Agatha Harkness, voordeed als Quicksilver en komt voor in de televisieserie voor de streamingdienst Disney+ WandaVision uit 2021. Het personage werd gespeeld door Evan Peters. Evan Peters vertolkte al eerder de rol van Quicksilver in de X-Men franchise.
Quicksilver was onder andere te zien in de volgende films:
- Captain America: The Winter Soldier (2014) (post-credit scene)
- Avengers: Age of Ultron (2015)
- WandaVision (2021) (personage genaamd Ralph Bohner die zich voordoet als Quicksilver)